# 야나 팔라스케
야나 팔라스케(독일어: Jana Pallaske, 1979년 5월 20일~)는 독일의 배우, 가수이다.

## 작품 목록

### 영화
- 뱅크 어택: 은행습격사건 (2016년) - 하이디 역
- 괴테스쿨의 사고뭉치들 2 (2015년)
- 지아그러피 오브 더 하트 (2013년) - 안나 역
- 괴테스쿨의 사고뭉치들 (2013년)
- 12 페이스 위드아웃 어 헤드 (2009년)
- 환상통 (2009년)
- 스크리머스:더헌팅 (2009년)
- 바스터즈: 거친 녀석들 (2009년)
- 봄의 멜로디 (2008년)
- 팔레르모 슈팅 (2008년)
- 스피드 레이서 (2008년)
- 콤 나헤르 (2006년)
- 러브 인 쏘트 (2004년)
- 유로트립 (2004년)
- 익스트림 OPS (2002년)
- 엔젤 앤 조 (2001년)
- 알래스카 (2000년) - 사비나 역

### 텔레비전
- 크로싱라인